# Thiruvenkatam
Thiruvenkatam è una suddivisione dell'India, classificata come town panchayat, di 7.350 abitanti, situata nel distretto di Tirunelveli, nello stato federato del Tamil Nadu. In base al numero di abitanti la città rientra nella classe V (da 5.000 a 9.999 persone).

## Geografia fisica
La città è situata a 09° 16' 27 N e 77° 40' 48 E.

## Società

### Evoluzione demografica
Al censimento del 2001 la popolazione di Thiruvenkatam assommava a 7.350 persone, delle quali 3.663 maschi e 3.687 femmine. I bambini di età inferiore o uguale ai sei anni assommavano a 740, dei quali 379 maschi e 361 femmine. Infine, coloro che erano in grado di saper almeno leggere e scrivere erano 4.874, dei quali 2.824 maschi e 2.050 femmine.